# Key West (ostrov)

Florida a oblast Key West

Key West je nejjižnější ostrov souostroví Florida Keys, jež se nachází ve Floridském průlivu v Severní Americe.
Celý ostrov prakticky zabírá stejnojmenné město, jež zasahuje i na sousední ostrovy.
Key West je asi 6,4 km dlouhý a 2,3 km široký. Koncem 50. let minulého století byla řada zdejších odpařovacích jezírek sloužících dříve k těžbě soli zasypána, čímž se téměř zdvojnásobila pevninská plocha ostrova. Jeho nynější rozloha je 13,6 km2.
Správně je ostrov součástí okresu Monroe, jenž je součástí státu Florida.

## Historie
V předkolumbovské době obýval ostrov indiánský kmen Kalusů. Prvním Evropanem, jenž vstoupil na jeho půdu, byl v roce 1521 španělský objevitel Juan Ponce de León, který roku 1513 objevil a pojmenoval Floridu. V době počátků španělské kolonizace zde byla založena osada s vojenskou posádkou.
V roce 1761 se Florida dostala pod koloniální správu Království Velké Británie a zdejší španělsky mluvící obyvatelstvo bylo přesunuto do Havany.
V březnu roku 1822 připlul na Key West americký škuner USS Shark pod velením Matthewa C. Perryho, který zde vztyčil vlajku USA a prohlásil souostroví Florida Keys za území Spojených států amerických. V USA byl totiž Key West považován pro svoji strategickou pozici ve Floridském průlivu mezi Mexickým zálivem a Atlantským oceánem za jakýsi „Gibraltar západu“.
Na počátku moderního rozvoje stály aktivity tzv. wreckers, kteří se živili záchranou zboží ze ztroskotaných lodí. 
Dalším důležitým odvětvím byl sběr mořských hub v mělkém moři kolem korálového útesu, jemuž se věnovali především přistěhovalci z Baham.
Třetím odvětvím, které přispělo k rozvoji ostrova, byla výroba doutníků. První továrna na doutníky s padesáti zaměstnanci vznikla v roce 1831, ale vrchol tohoto odvětví nastal v letech, kdy Kuba bojovala za svoji nezávislost na Španělsku. Z Havany je na Key West 90 mil plavby a uprchlíci před válkou brzy tvořili polovinu místních obyvatel. Kolem roku 1880 existovalo na ostrově 200 balíren doutníků, které produkovaly 100 milionů kusů ročně. Ostrov se tak stal největším producentem tohoto zboží ve Spojených státech.

### Cayo Hueso
Původní španělské jméno ostrova zní Cayo Hueso, což doslovně znamená ostrov kostí. Bylo jich zde prý spousta, snad šlo o pozůstatky nějakého indiánského bojiště či pohřebiště. Teorií o tom, jak ostrov získal své anglické jméno, je několik, ta nejrozšířenější tvrdí, že Key West je anglická zkomolenina španělského Cayo Hueso (čti kajo ueso).